# Mylothra christophi
Mylothra christophi är en fjärilsart som beskrevs av László Anthony Gozmány 1967. Mylothra christophi ingår i släktet Mylothra och familjen Symmocidae. Inga underarter finns listade i Catalogue of Life.